# Évaux-et-Ménil
Évaux-et-Ménil je francouzská obec v departementu Vosges, v regionu Grand Est.

## Jméno
Obec je zmiňována pod názvem Evaux (1793) a Ervaux et Menil (1801).

## Vývoj počtu obyvatel
Počet obyvatel